# Jabez Bowen

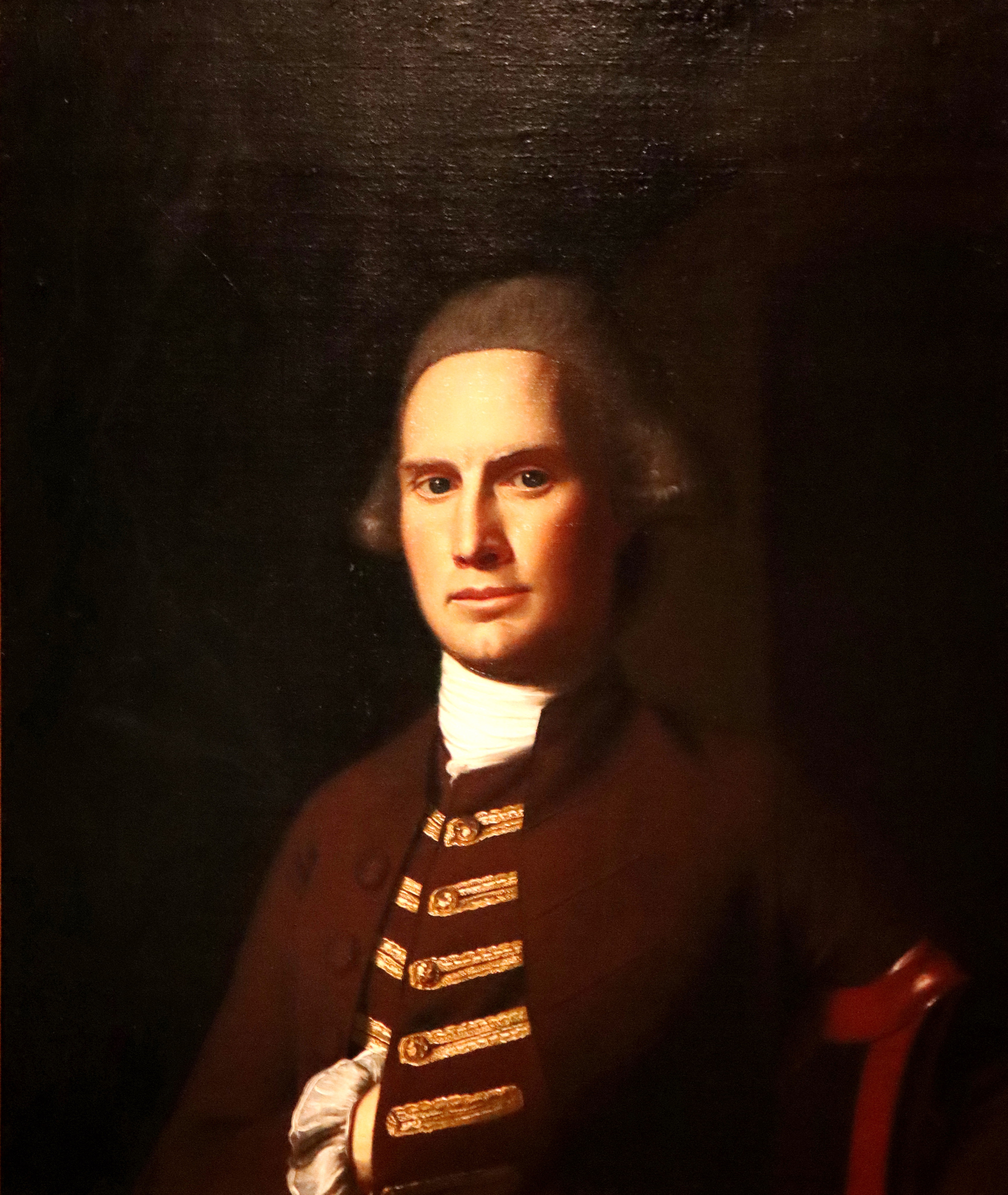
Jabez Bowen, Gemälde von John Singleton Copley (1785)

Jabez Bowen junior (* 2. Juni 1739 in Providence, Colony of Rhode Island and Providence Plantations; † 7. Mai 1815 ebenda) war ein britischer Händler, Politiker und Jurist in Nordamerika. Er gehörte den Freimaurern in der St. Johns Lodge #1 Providence an, wo er von 1779 bis 1790 Logenmeister und von 1794 bis 1798 Großmeister war.

## Familie
Jabez Bowen junior war das erste Kind von Mary Fenner (1720–1744) und Ephraim Bowen (1716–1812). Sein Vater und sein Großonkel Jabez Bowen (1696–1770) waren zum Zeitpunkt seiner Geburt beide prominente Ärzte in Providence. Er hatte 13 jüngere Geschwister, davon 11 Halbgeschwister. Deren Mutter war die zweite Ehefrau seines Vaters Lydia Mawney.
Am 19. Dezember 1762 heiratete er Sarah Brown (1742–1800), eine Cousine von Moses Brown (1738–1836) und John Brown (1736–1803), alle Mitglieder der prominenten Familie Brown aus Providence. Das Paar hatte 11 gemeinsame Kinder. Nach ihrem Tod heiratete er am 21. Mai 1801 Peddy Leonard aus Norton (Massachusetts). Die Ehe blieb kinderlos. Sein Sohn Henry (1785–1867) bekleidete zwischen 1819 und 1849 den Posten des Rhode Island Secretary of State.

## Leben
Bowen graduierte 1757 am Yale College. Er ging dann mit den Browns dem Reedereigeschäft nach. Sie handelten mit Sklaven, Melasse und Rum. Ferner betrieben sie Handel mit China. Daneben verfolgte er eine politische, militärische und juristische Laufbahn. Zwischen 1773 und 1775 saß er im Stadtrat von Providence und 1777 als Abgeordneter in der Rhode Island General Assembly. Während des Unabhängigkeitskrieges diente er zwischen 1774 und 1777 in der Miliz von Providence. Zwischen 1776 und 1777 bekleidete er den Dienstgrad eines Colonels im 1. Regiment vom Providence County unter General William West (um 1733–1816). Bowen war zwischen 1778 und 1779 sowie zwischen 1781 und 1786 Vizegouverneur von Rhode Island. Er nahm als Delegierter 1786 an der Annapolis Convention teil und 1790 an der Verfassunggebenden Versammlung teil. 1776 war er Richter am Superior Court und wurde 1781 Chief Justice. Als glühender Föderalist war er ein Befürworter der Verfassung und saß im Stadtkomitee, welches ein friedliches Ende von William West's antiföderalistischen Protest am 4. Juli 1788 aushandelte. Bowen war von 1785 bis zu seinem Tod Kanzler an der Brown University. Nach seinem Tod wurde er auf dem Swan Point Cemetery in Providence beigesetzt.